# Clemente Domínguez y Gómez
Clemente Domínguez y Gómez, född 23 maj 1946 i Sevilla och död 22 mars 2005 i Palmar de Troya i Spanien, var en spansk religiös personlighet. Han bildade den palmarisk-katolska kyrkan som en utgrening av den romersk-katolska kyrkan år 1975. Han utropade sig själv den 6 augusti 1978 till palmarisk-katolsk påve med namnet Gregorius XVII. Från officiellt romersk-katolskt håll anses han vara en motpåve och han exkommunicerades år 1983. Han efterträddes av Petrus II.